# Hu Rentian
Hu Rentian (chinesisch 胡人天, Pinyin Hú Réntiān; * 21. Januar 1991 in Chengdu, Sichuan) ist ein chinesischer Fußballspieler auf der Position eines Mittelfeldspielers, der seit 2009 für Tianjin Teda in der Chinese Super League spielt. Im Jahre 2016 gab er sein Debüt in der A-Nationalmannschaft seines Heimatlandes.

## Vereinskarriere
Hu Rentian wurde am 21. Januar 1991 in der Provinzhauptstadt Chengdu in der Provinz Sichuan geboren und begann seine Karriere als Vereinsspieler im Jahre 1999, als er an die Gaofengwen Football Academy kam. Dort trainierte er in den darauffolgenden Jahren in diversen Jugendspielklassen und wechselte im September 2007 mit sechs anderen herausragenden Spielern der Akademie in den Nachwuchsbereich des chinesischen Erstligisten Tianjin Teda. Nach zwei Jahren im vereinseigenen Nachwuchs wechselte der damals 18-Jährige im Spieljahr 2009 in die Herrenmannschaft, in der er am 30. August 2009 sein Profidebüt gab. Dabei wurde er beim 1:0-Auswärtssieg über Jiangsu Suning in der 67. Spielminute für Han Yanming eingewechselt und erzielte in der 88. Minute den Siegestreffer. In dieser Zeit trat er unter anderem an der Seite des ehemaligen italienischen Internationalen Damiano Tommasi in Erscheinung und galt aufgrund seiner Ähnlichkeit mit Hao Junmin, der zum FC Schalke 04 abgewandert war, als künftiger Nachfolger auf dessen Position. Bis zum Saisonende brachte er es auf weitere acht Ligaeinsätze, in denen er selbst allerdings torlos blieb. Im Endklassement der teils recht dicht gestaffelten Tabelle erreichte er mit seiner Mannschaft den sechsten Platz und wurde selbst in die Newcomer-Auswahl der Chinese Super League gewählt. Nach der Übernahme des Traineramtes durch Arie Haan zu Beginn des Spieljahres 2010 blieb Hu weiterhin in seiner Rolle als Ersatzspieler und wurde im Laufe des Jahres in zwölf Meisterschaftspartien eingesetzt, wobei er erneut einen Treffer beisteuerte. In der Endtabelle rangierte er mit Tianjin Teda mit deutlichen 13 Punkten Rückstand auf Shandong Luneng Taishan auf dem zweiten Tabellenplatz, was als einer der größten Erfolge in der seit 1957 laufenden Vereinsgeschichte gewertet wurde. Davor wurde man zwar bereits 1960, 1980 und 1983 Meister der Jia-A League, die jedoch noch eine semiprofessionelle Liga war, und im Jahre 1960 chinesischer Pokalsieger, konnte aber noch keine wirklichen Erfolge im Profifußball feiern. Aufgrund der Tabellenplatzierung nahm Hu mit seiner Mannschaft im darauffolgenden Jahr an der AFC Champions League 2011 teil, wo er mit Tianjin Teda nach einem zweiten Platz in der Gruppe E bis ins Achtelfinale vordrang, wo die Mannschaft schlussendlich mit 0:3 gegen Jeonbuk Motors aus Südkorea unterlag.
Ein Jahr darauf folgte für Hu und sein Team der erste große Erfolg im Profifußball, als man im Viertelfinale des chinesischen Fußballpokals 2011 einstieg und nach einem ersten 2:0-Sieg über Shaanxi Renhe, als auch Hu Rentian ein Tor erzielte, und einem 2:0-Sieg im Halbfinale gegen Shanghai Shenhua bis ins Finale einzog. Dieses wurde gegen Shandong Luneng Taishan ebenfalls mit 2:0 gewonnen, wobei Hus Mitspieler Wang Xinxin als einer der Hauptleistungsträger galt, da er in allen drei Partien je einen Treffer erzielt hatte. In diesem Spieljahr konnte er es auch in der Liga auf vermehrte Einsätze bringen, wobei er nach 15 Ligaspielen und drei Toren mit seiner Mannschaft auf Platz 10 rangierte. Aufgrund des Pokalsieges 2011 nahm die Mannschaft im darauffolgenden Jahr an der Gruppenphase der AFC Champions League teil, wo Tianjin Teda allerdings als Letzter der Gruppe G frühzeitig vom laufenden Turnier ausschied. In der Chinese Super League 2012 kam Hu wieder zu wenigen Einsätzen, wobei er es bei sieben Ligaeinsätzen, von denen er in keinem über die volle Spieldauer am Platz stand, auf lediglich 192 Einsatzminuten brachte. Im abermals recht dicht gestaffelten Endklassement erreichte er mit Tianjin Teda den achten Tabellenplatz und schied im Pokal bereits nach dem ersten Spiel im Elfmeterschießen gegen Shandong Luneng Taishan aus, nachdem unter anderem auch er einen Elfmeter verschossen hatte. An seiner Rolle (als Ersatzspieler) im Team änderten auch die Trainerwechsel, Josip Kuže kam vor dem Spieljahr 2012 und wurde nach wenigen Monaten durch Alexandre Guimarães ersetzt, nichts. Acht torlose Meisterschaftseinsätze, von denen er in keinem über die volle Spieldauer im Einsatz war, konnte Hu am Ende des Spieljahres 2013, als er mit seinem Team den elften Tabellenplatz belegte, verzeichnen.
Zum Stammspieler stieg er, mittlerweile 23-jährig, erst im Spieljahr 2014 auf, als er in 29 der 30 möglich gewesenen Ligaspielen eingesetzt wurde. Dabei kam er wieder unter Arie Haan, der das Traineramt nach 2010 und 2011 ab Januar 2014 zum zweiten Mal übernahm, zum Einsatz und steuerte unter anderem vier Ligatreffer, darunter ein Doppelpack bei einem 2:0-Auswärtssieg über Liaoning Hongyun am 20. April, bei. Nach 2012 und 2013 schied man auch im Jahre 2014 früh aus dem chinesischen Fußballpokal aus. Auch 2015 gehörte Hu zum Stammaufgebot des niederländischen Cheftrainers, war aber mit der Mannschaft bis zuletzt in den Abstiegskampf verwickelt und beendete die Saison auf dem 13. Tabellenplatz. Hierbei brachte es der 24-jährige Mittelfeldakteur auf 25 Meisterschaftseinsätze sowie drei Tore. Im chinesischen Pokal des Jahres 2015 unterlag der Klub aus der Hafenstadt Tianjin erneut frühzeitig; diesmal in der vierten Runde, dem zweiten Spiel der Mannschaft. Auch nach der Übergabe des Traineramtes an den Serben Dragan Okuka behielt Hu seine angestammte Position im Mittelfeld bei und kam bis dato (Stand: 1. August 2016) in allen 20 Meisterschaftsspielen seiner Mannschaft zum Einsatz und erzielte dabei drei Tore, darunter erneut ein Doppelpack gegen Liaoning Hongyun, gegen die er bereits zwei Jahre zuvor im Doppelpack traf, am 31. Juli. Zu einem erneut frühen Ausscheiden kam es auch im chinesischen Pokal des Jahres 2016, als das Team erneut bereits in Runde 4 das Turnier verlassen musste.

## Nationalmannschaftskarriere
Zu ersten Einsätzen in einer Nationalauswahl seines Heimatlandes kam Hu Rentian um das Jahr 2006, als er unter anderem mit dem chinesischen U-17-Kader an der U-17-Fußball-Asienmeisterschaft 2006 in Singapur teilnahm. Als Sieger der Gruppe D schied er mit den Chinesen bereits in der Viertelfinalpartie gegen Nordkorea vom laufenden Turnier aus. Auch im Jahre 2007 soll er noch für die Mannschaft im Einsatz gewesen sein, so unter anderem bei einem Turnier in Russland. Im Jahre 2009 absolvierte er unter anderem drei Qualifikationsspiele zur U-19-Asienmeisterschaft 2010 und konnte sich mit der Mannschaft leicht für das Turnier im eigenen Land qualifizieren. Bei der anschließenden Endrunde kam er in weiteren drei Spielen zum Einsatz und unterlag mit der Mannschaft erneut den Alterskollegen aus Nordkorea, die am Ende U-19-Asienmeister wurden. Nachdem es in den nachfolgenden Jahren weitgehend ruhig um das anfangs so gelobte Nachwuchstalent wurde, schaffte er im Jahre 2016 den Sprung in die A-Nationalmannschaft seines Heimatlandes. Unter dem bekannten chinesischen Trainer Gao Hongbo wurde er für ein freundschaftliches Länderspiel gegen Trinidad und Tobago einberufen und beim Spiel am 3. Juni 2016 zur Halbzeitpause für Zhao Mingjian bzw. Gao Lin eingewechselt. Im weiteren Verlauf des Spiels lieferte er in der 64. Spielminute die Vorlage zu Zhang Yunings Treffer zum 3:0 und erzielte in der 88. Minute selbst, nach Vorlage von Zhang Yuning, das Tor zum 4:2-Endstand für China.

## Erfolge
- 1× Vizemeister der Chinese Super League: 2010
- 1× Sieger des Chinesischen Fußballpokals: 2011